# Panzer AG
Panzer AG — проект напрямків дарквейв, постпанк, індастріал норвежця Енді Ла Плагуа, засновника futurepop-групи Icon of Coil.

## Загальні відомості
Після експериментів з безліччю музичних стилів, таких як futurepop в «Icon of Coil», дарк-електро та індастріал в Combichrist Ла Плагуа продовжив свої музичні новації з більш агресивним підходом як лірики, так і самої музики. На відміну від проектів «IoC» та Combichrist, котрі є жанрово виключно електронними, «Panzer AG» поєднує такі напрямки, як хард-панк і аггротех. Проект був підписаний на лейбл Accession Records (на Metropolis Records). Результатом став альбом «This is My Battlefield» 2004-го року.
Після успіху диску група Panzer AG продовжила працювати над наступним альбомом — 12-ти трековий «Your World is Burning» вийшов 5 травня 2006 року на Accession Records.
Тексти пісень як англійською, так і на німецькій мові. Вокал — від крику та брутального реву до семплових голосів та хору. В аранжуваннях додано піано, духові та скрипку. Музика проєкту зачіпає релігійні теми. Інший бік стилістики «Panzer AG» — тоталітарна, військова тематика.

## Склад
- Енді Ла Плагуа (англ. Andy LaPlegua) — вокал
- Джон Хортон (англ. Jon Horton) — ударні
- Лорен Крове (англ. Lauren Krothe) — клавішні

## Альбоми
- «This is My Battlefield» (2004)
- «Your World is Burning» (2006)